# Echte Käferzikade

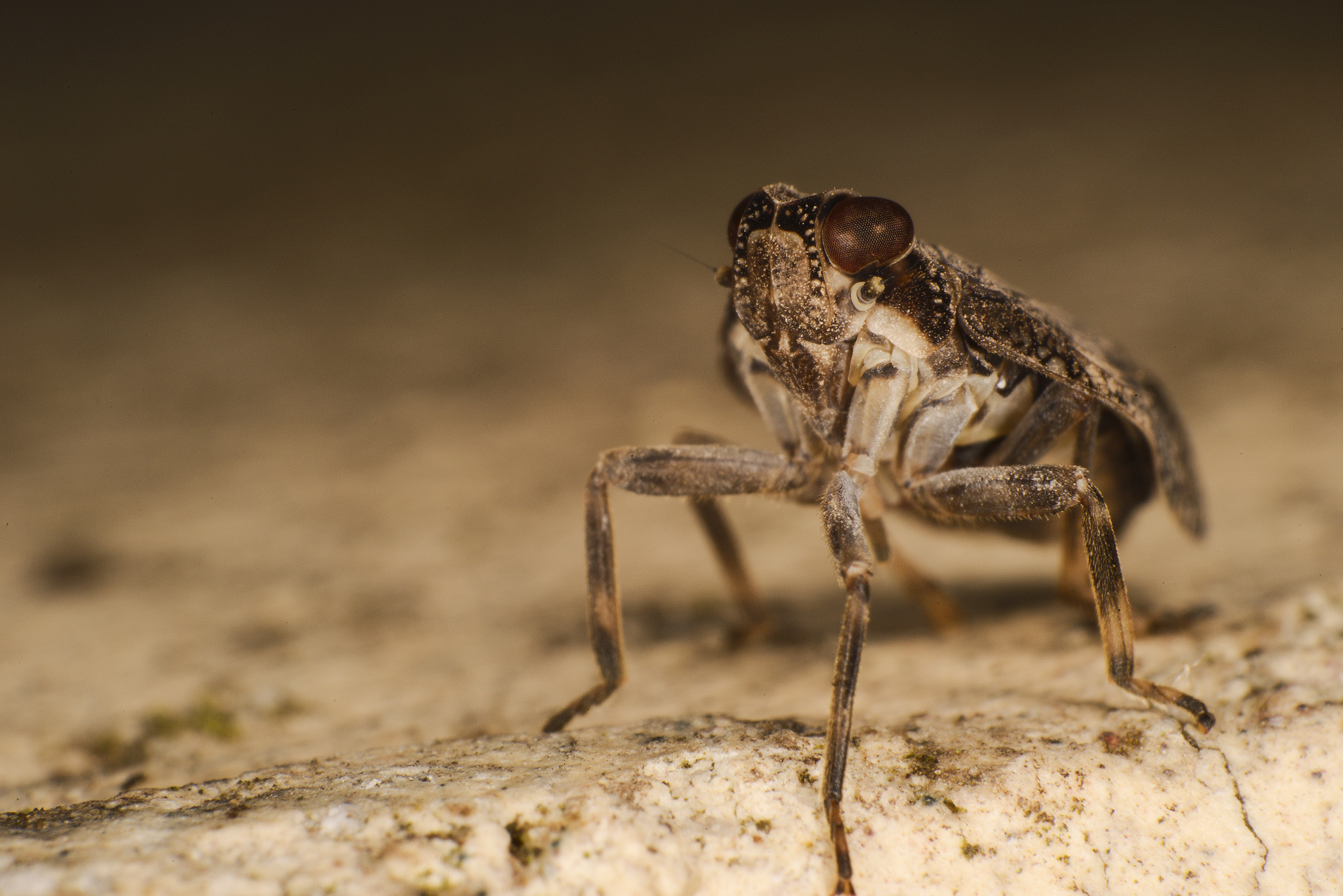
Echte Käferzikade

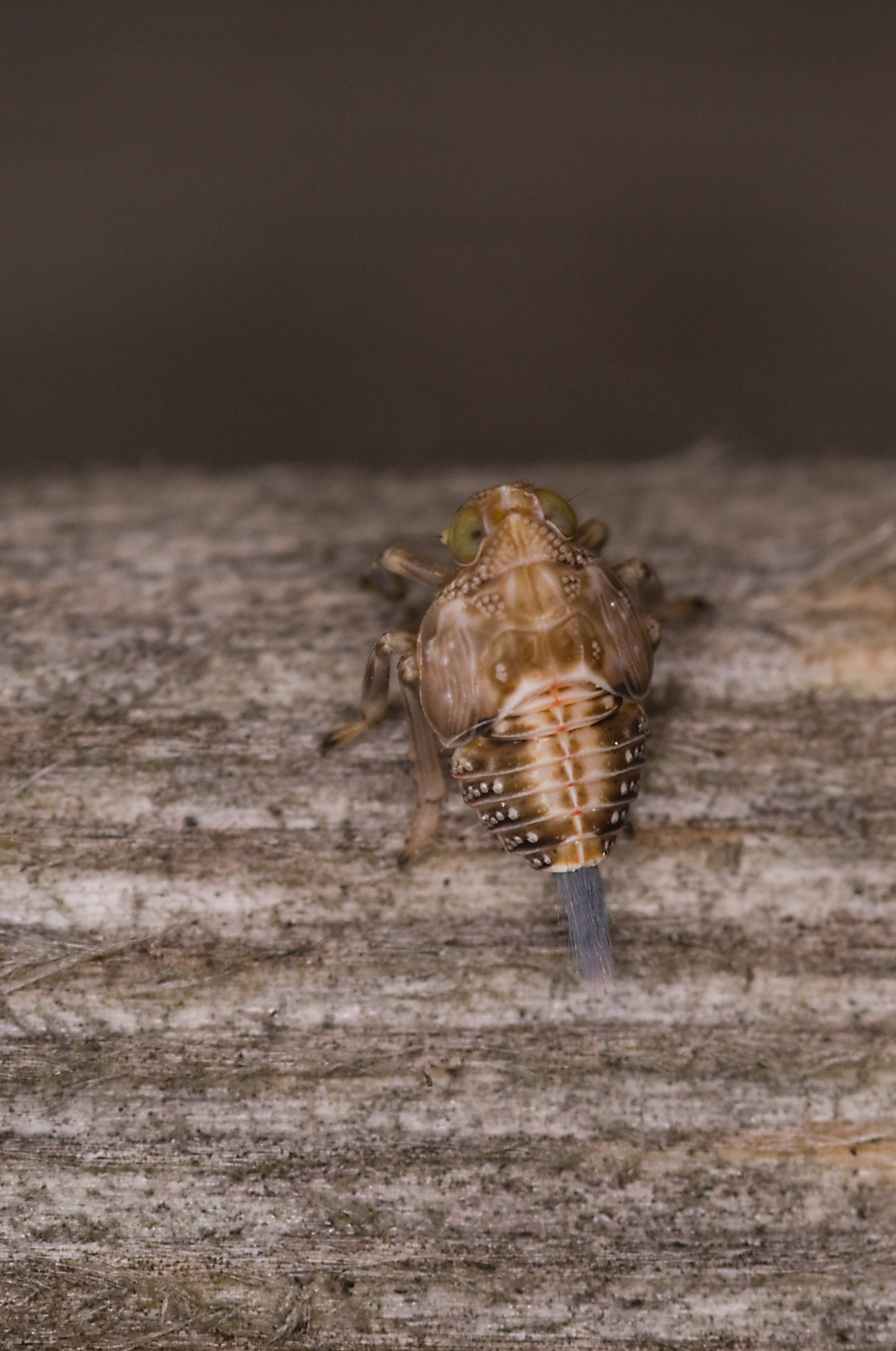
Nymphe

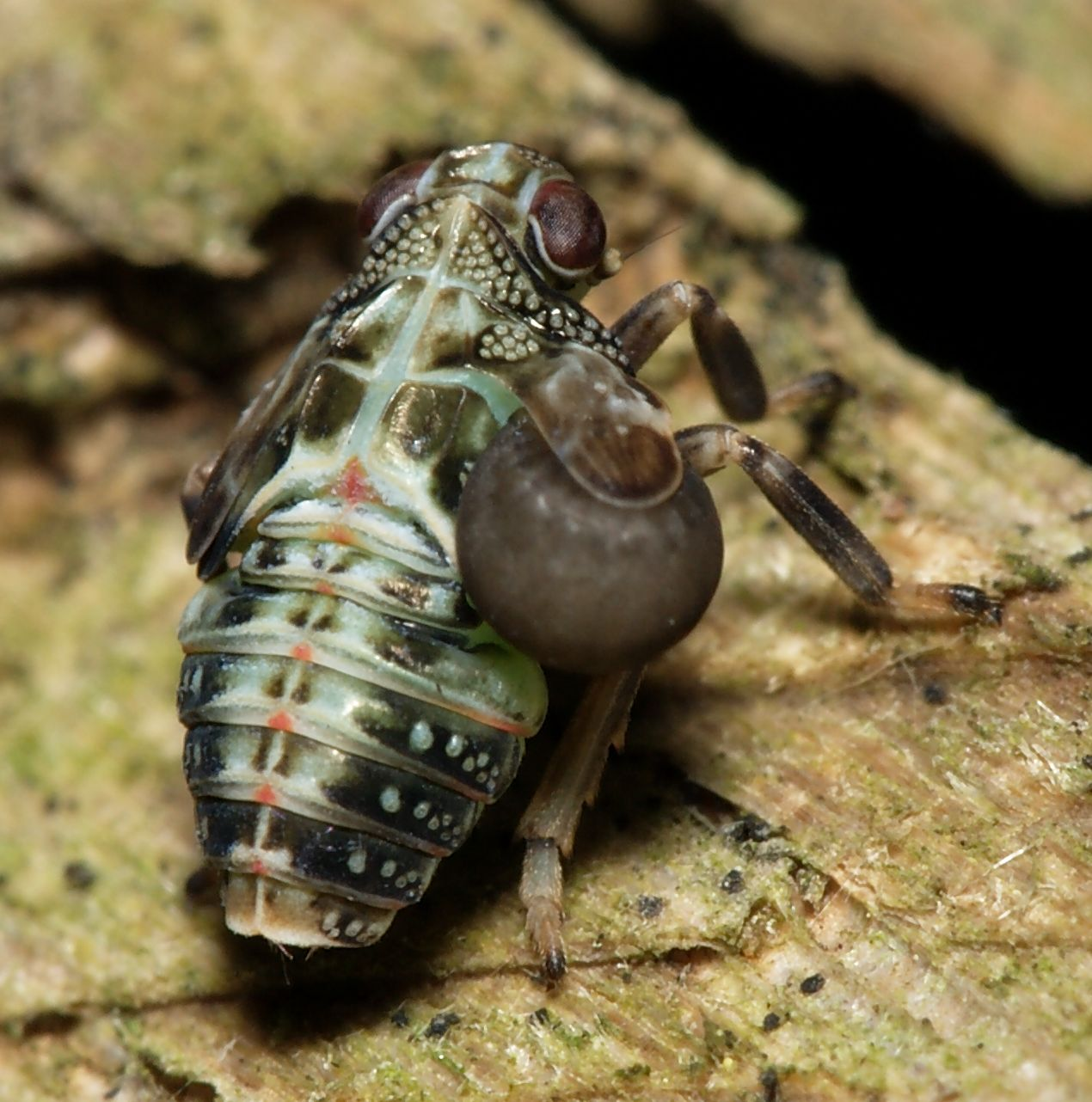
Nymphe mit parasitischer Zikadenwespenlarve

Die Echte Käferzikade (Issus coleoptratus) ist eine Zikadenart innerhalb der Familie der Käferzikaden (Issidae) in der Unterordnung der Spitzkopfzikaden (Fulgoromorpha). Sowohl ihr deutscher Name als auch das Artepitheton nehmen auf ihre käferähnliche Gestalt Bezug (Coleoptera = Käfer).

## Verbreitung
Die Echte Käferzikade ist westpaläarktisch verbreitet. Ihre Arealnordgrenze liegt in Mitteleuropa etwa entlang der Mittelgebirge. Die Tiere sind in Höhenlagen bis zu 1000 Metern zu finden.

## Beschreibung
Die Echte Käferzikade erreicht Körperlängen zwischen 5,5 und 7 Millimetern. Sie ist eine sehr farbvariable Art mit gedrungener Körpergestalt. Bei dieser Zikade hat sich die Flugfähigkeit zurückentwickelt. Die lederartigen Deckflügel (Elytren) liegen wie ein Käferpanzer über dem Hinterleib. Helle Individuen sind meist bräunlich- bis oliv-grau gefärbt. Häufig tragen sie einen dunklen Fleck im hinteren Drittel des Vorderflügels. Kontrastreicher gefärbte Tiere verfügen oft über zwei dunkle Querbänder oder sind seltener auch ganz schwarz. Die Adern der Vorderflügel sind zumindest abschnittsweise dunkelbraun. Die Nervatur männlicher und weiblicher Tiere unterscheidet sich (Sexualdimorphismus). Während sich die Nervatur der Weibchen im hinteren Bereich in ein Netz feiner Adern auflöst, treten die Hauptlängsadern der Männchen immer deutlich hervor.
Der Kopf ist inklusive der Augen schmaler als der Halsschild (Pronotum). Die Stirn (Frons) ist im oberen Drittel meist dunkelbraun bis schwarz gefärbt mit eingestreuten helleren Flecken. Im unteren Bereich ist dieser grünlich, gelblich oder bräunlich ohne weitere Dunkelzeichnung und stets ohne helle Querbinde. Über eine solche Querbinde verfügt die sehr ähnliche, aber im Verbreitungsgebiet seltenere Fliegen-Käferzikade (Issus muscaeformis).

## Verzahnungen
Die Nymphen von Issus coleoptratus verfügen an den Hinterbeinen über gebogene Bänder, die mit zehn bis zwölf ineinandergreifenden Zähnen versehen sind. Diese dienen dazu, die Hinterbeine so zu verzahnen und in Position zu bringen, dass sich die Beine beim Absprung gleichzeitig bewegen. Erwachsene Exemplare (Imagines) besitzen keine Zähne an den Hinterbeinen mehr.

## Lebensweise
Die Insekten leben an Gehölzen frischer bis trockener Standorte sowohl in geschlossenen Laub- und Mischwäldern, als auch in halb offenen Baumbeständen (Waldränder, Parks, Friedhöfe). Zuweilen sind sie an isolierten Einzelbäumen zu finden. Die erwachsenen Tiere leben an Eichen (Quercus), Ahorn (Acer), Hasel (Corylus), Birken (Betula), Ulmen (Ulmus), Linden (Tilia) u. a. Die Tiere sind wenig wählerisch hinsichtlich ihrer Nahrung (polyphag) und ernähren sich saugend vom Phloemsaft der genannten Wirtspflanzen.
Die Echte Käferzikade bildet eine Generation im Jahr. Die erwachsenen Tiere finden sich vor allem Ende Juni bis Mitte Oktober, in wärmeren Regionen bereits ab Ende Mai. Die Larven überwintern an Efeu (Hedera), Liguster (Ligustrum), Wacholder (Juniperus), Eiben (Taxus) und auch in der Laubstreu.